# Население на Еритрея
Населението на Еритрея според последното преброяване от 1994 г. е 3 662 271 души, докато други сочат 6,7 милиона. Еритрея никога не е провеждала официално правителствено преброяване.

## Брой
Броят на населението според преброяванията през годините:
| Година | Численост |
| 1984   | 2 748 304 |
| 1994   | 3 662 271 |

## Възрастова сткруктура
(2008)
- 0 – 14 години: 42,9 % (мъжe 1 085 116 / жени 1 072 262)
- 15 – 64 години: 53,5 % (мъже 1 332 349 / жени 1 355 494)
- над 65 години: 3,6 % (мъже 88 068 / жени 95 186)

## Коефициент на плодовитост
- 2008: 4,84

## Етнически състав
- 48 % – тиграи
- 35 % – тигре
- 4 % – афари
- 3 % – кунама
- 3 % – сахо
- 2 % – билен
- 2 % – хедареб
- 2 % – нара
- 1 % – рашаида